# در همه دیر مغان نیست چو من شیدایی
غزلی با مطلع «در همه دیر مغان نیست چو من شیدائی»، غزل شمارهٔ ۴۹۰ از دیوانِ حافظ در تصحیحِ محمد قزوینی و قاسم غنی است.

## در اجراها
محمود محمودی خوانساری در برنامهٔ شمارهٔ ۱۳۲ از مجموعهٔ گل‌های تازه این غزل را در آوازِ ابوعطا و حسین قوامی در برنامهٔ شمارهٔ ۲۰۷ از مجموعهٔ برگ سبز این غزل را در دستگاهِ سه‌گاه اجرا کرده‌اند.